# Административное деление Минска
Административное деление Минска (бел. Адміністратыўнае дзяленне Мінска) — административно-территориальное деление столицы Республики Беларусь города Минска на административные единицы. В настоящее время Минск состоит из девяти районов городского подчинения, имеющих собственную исполнительную (местная администрация) и судебную (местные суды) власть. Районы городского подчинения низшие административные единицы третьего уровня Беларуси. Районы Минска управляются напрямую единицами сельсоветного уровня без промежуточного районного уровня.

## История
Административное деление Минска было организовано в 1938 году в связи со значительным ростом населения города (218 тыс. человек).
Постановлением ЦИК БССР от 17 марта 1938 года были созданы Сталинский (с 2 ноября 1961 г. Заводской), Ворошиловский (с 2 ноября 1961 г. Советский) и Кагановичский (с 20 июля 1957 г. Октябрьский) районы.
В городе действует около 100 ТОС-ов.[неизвестный термин]

## Краткие данные
| №          | Герб                      | Название района | Название района | Площадь, км² | Население (2023), чел. | Плотность, чел./км² | Сайт                               | Изображение                 |
| №          | Герб                      | На русском      | На белорусском  | Площадь, км² | Население (2023), чел. | Плотность, чел./км² | Сайт                               | Изображение                 |
| ---------- | ------------------------- | --------------- | --------------- | ------------ | ---------------------- | ------------------- | ---------------------------------- | --------------------------- |
| 1          |                           | Центральный     | Цэнтральны      | 41,64        | ↗ 128 151              | 3 078               | Администрация Центрального района  | Карта районов города Минска |
| 2          |                           | Советский       | Савецкі         | 20,23        | ↘ 156 739              | 7 748               | Администрация Советского района    | Карта районов города Минска |
| 3          | Герб Первомайского района | Первомайский    | Першамайскі     | 34,08        | ↘ 231 906              | 6 805               | Администрация Первомайского района | Карта районов города Минска |
| 4          |                           | Партизанский    | Партызанскі     | 64,9         | ↘ 94 143               | 1 451               | Администрация Партизанского района | Карта районов города Минска |
| 5          |                           | Заводской       | Заводскі        | 57,87        | ↘ 230 701              | 3 987               | Администрация Заводского района    | Карта районов города Минска |
| 6          |                           | Ленинский       | Ленінскі        | 23,58        | ↘ 214 701              | 9 105               | Администрация Ленинского района    | Карта районов города Минска |
| 7          |                           | Октябрьский     | Кастрычніцкі    | 40,09        | ↗ 170 527              | 4 254               | Администрация Октябрьского района  | Карта районов города Минска |
| 8          |                           | Московский      | Маскоўскі       | 28,38        | ↗ 308 754              | 10 879              | Администрация Московского района   | Карта районов города Минска |
| 9          |                           | Фрунзенский     | Фрунзенскі      | 42,87        | ↘ 459 849              | 10 727              | Администрация Фрунзенского района  | Карта районов города Минска |
| Весь Минск | Весь Минск                | Весь Минск      | Весь Минск      | 353,64       | 1 995 471              | 5 643               |                                    | Карта районов города Минска |

## Центральный район

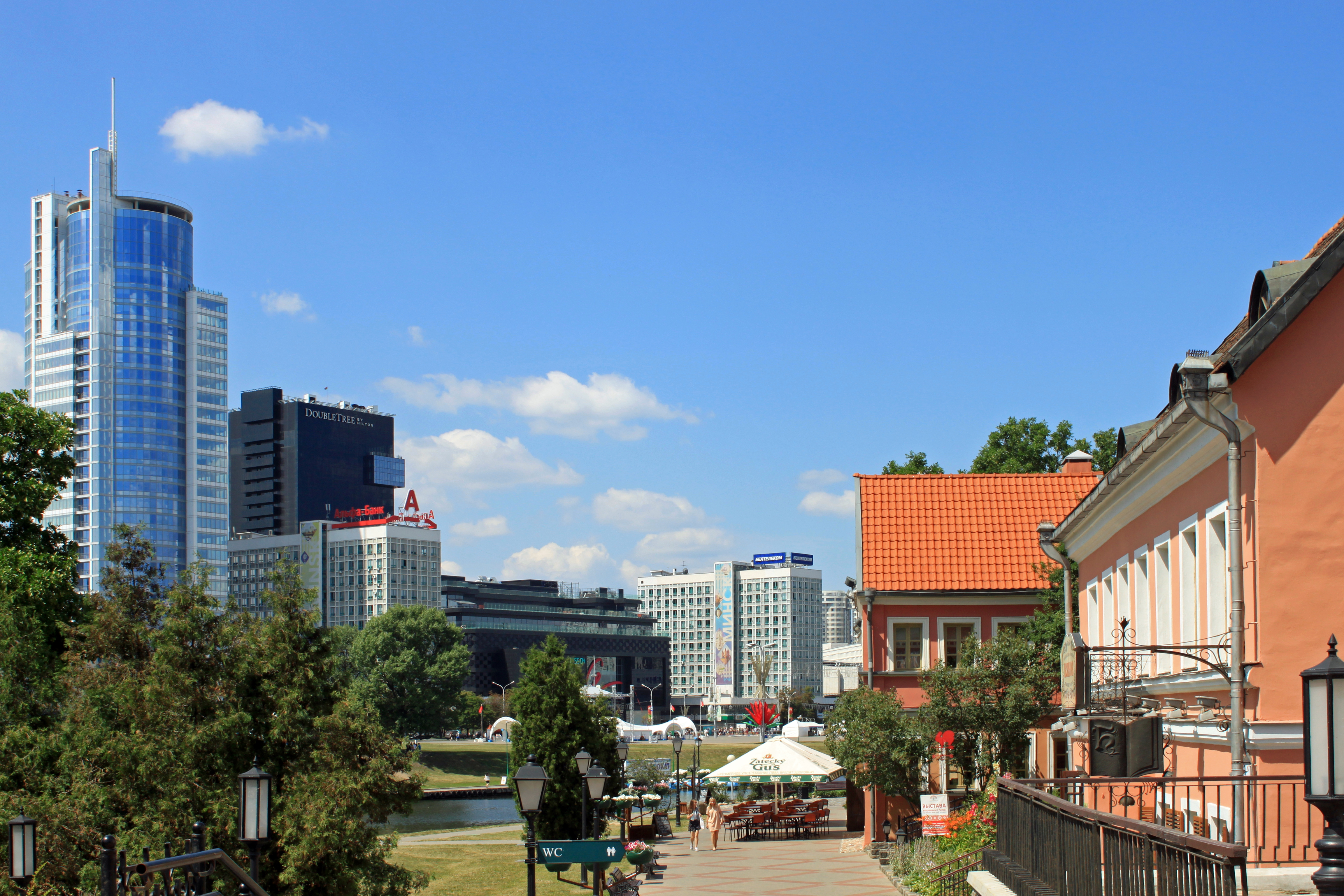
Троицкое предместье с видом на проспект Победителей

Центральный район образован в 1969 году.
В современных границах с 2004 года.
Расположен в центральной части города по берегам р. Свислочь и Комсомольского озера, на северо-западе от Октябрьской пл. до кольцевой автодороги между улицами Карастояновой, Кропоткина, пр. Машерова, пр. Независимости, улицами Урицкого, Романовская Слобода, Мельникайте и пр. Победителей.
Основные магистрали — проспекты Независимости, Победителей, улицы Червякова, Орловская, Богдановича.
На территории района 14 промышленных предприятий, 13 строительных организаций, 22 проектных и научно-исследовательских института.
На территории Центрального района находится древний центр города. Ведутся реставрационные работы по воссозданию облика исторического центра Минска.
На территории района установлены монумент Победы, сохранились памятники архитектуры. На территории района расположен центральный детский парк им. Максима Горького.

## Советский район
Советский район образован в 1938 году. В современных границах с 1977 года.
Расположен в северной части города между улицами Карастояновой, Кропоткина, проспектом Машерова, улицами Козлова, Платонова, проспектом Независимости, улицами Сурганова, Я. Коласа. Основные магистрали: просп. Независимости, улицы Богдановича, В. Хоружей, Я. Коласа, Сурганова. Площадь около 1,3 тыс. га, в том числе около 500 га зелёных насаждений.
На территории района 13 промышленных предприятий, в том числе производственные объединения им. В. И. Ленина, вычислительной техники, полиграфическое, трикотажное, заводы «Ударник» и «Промсвязь»; 19 строительных организаций, в том числе наиболее крупные — стройтресты № 7, № 35, «Спецсельстрой», спецтрест «Белпромналадка», объединение «Западтрансгаз»; проектные организации и НИИ.
На территории района установлены памятник Якубу Коласу, памятники Герою Советского Союза Б. С. Окрестину (1977), студентам и преподавателям Белорусского Политехнического Института (сейчас — Белорусский национальный технический университет), погибшим во время Великой Отечественной войны (1967, создан студентами института); сохранились памятники архитектуры — Златогорский костёл, церковь Александра Невского.
В состав района входит микрорайон Зелёный луг.

## Первомайский район

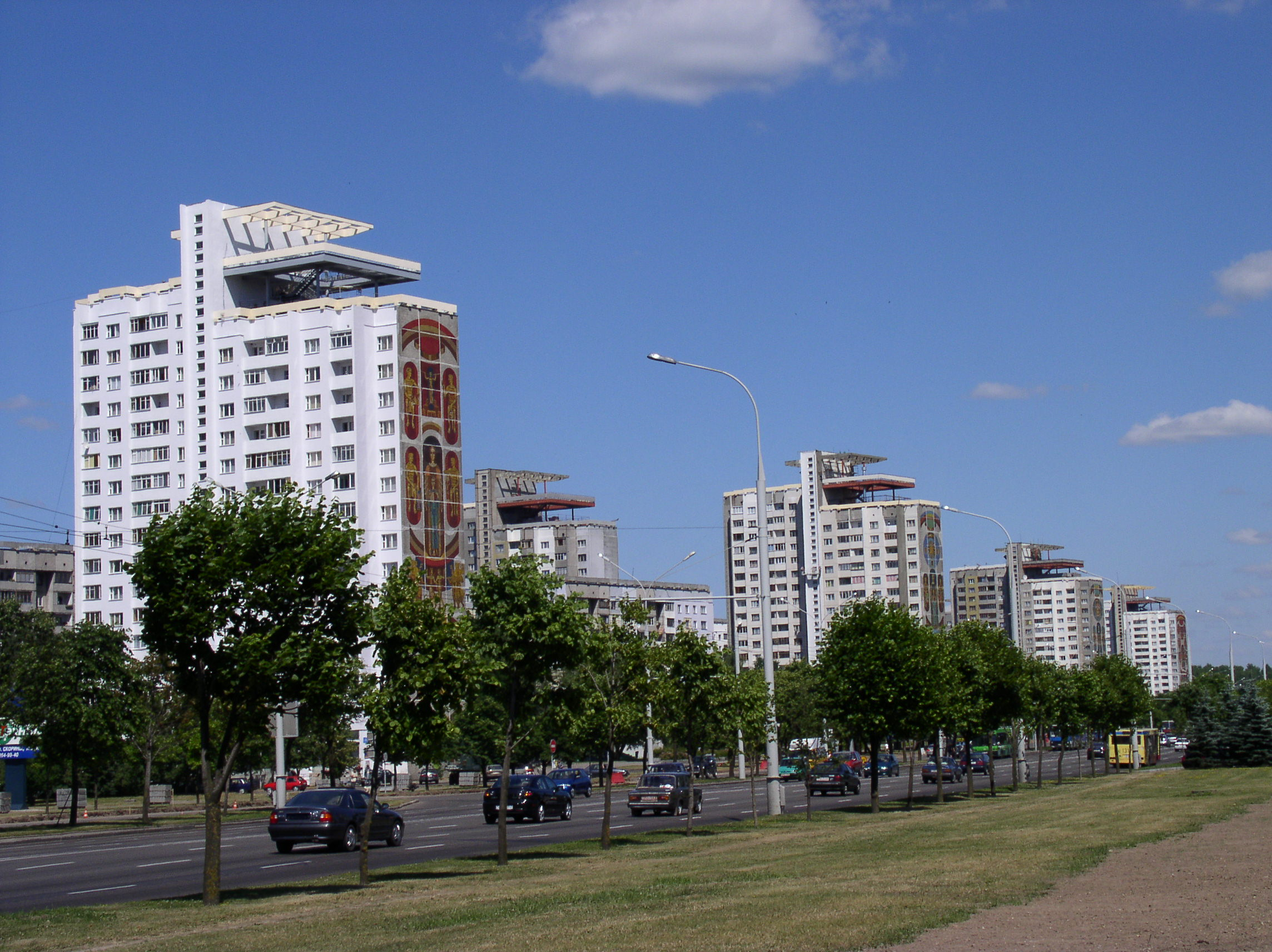
Мозаика на высотных зданиях. Микрорайон Восток-1

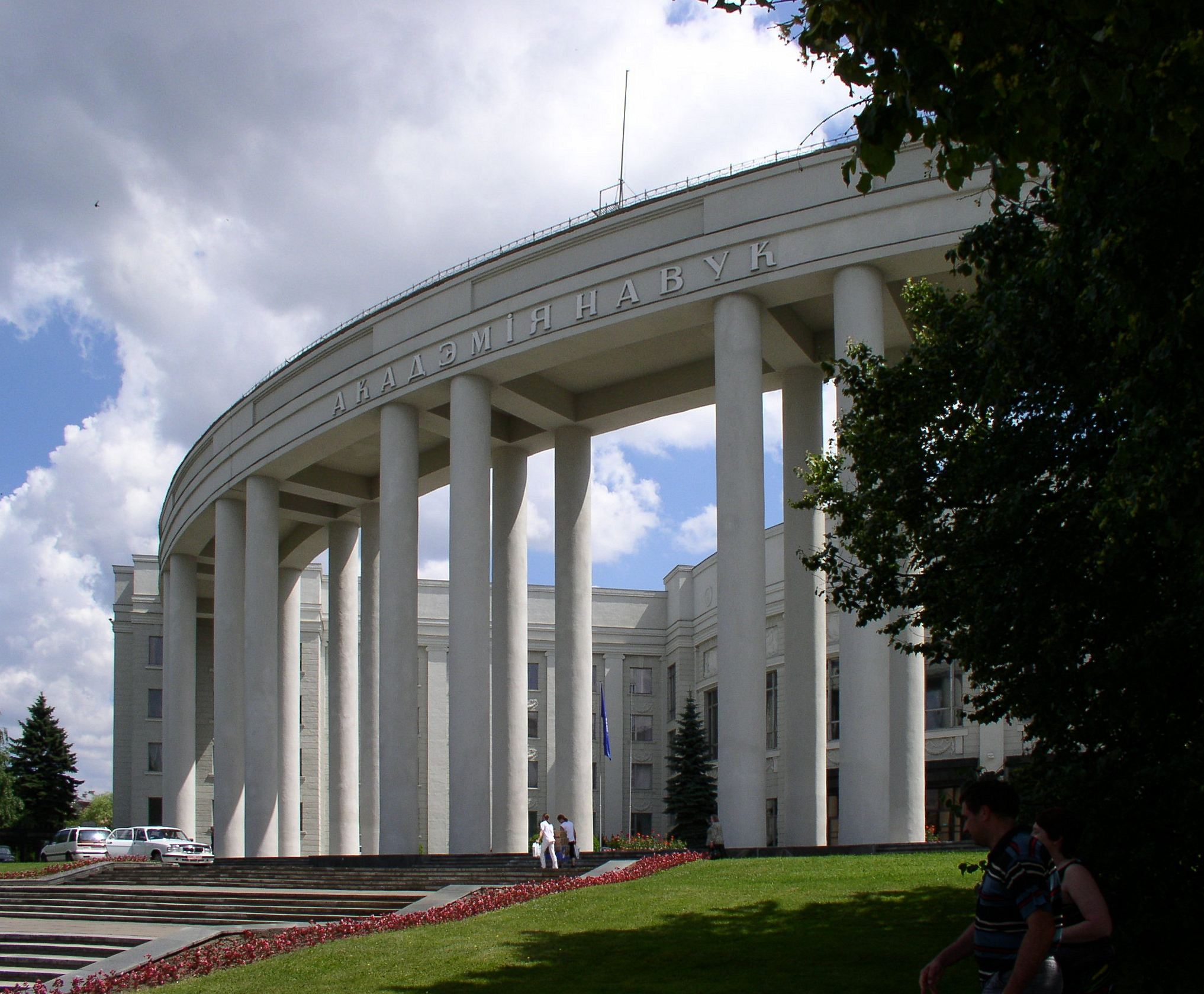
Главное здание Академии Наук Беларуси

Первомайский район образован в 1969 году.
В современных границах с 1977 года. Расположен в северо-восточной части города между ул. Я. Коласа и массивами Ботанического сада и парка им. Челюскинцев.
Основные магистрали: проспект Независимости, ул. Я. Коласа, К. Калиновского, Волгоградская, Логойский тракт.
Площадь 2640 га, в том числе около 500 га зелёных насаждений, 10 га водной поверхности.
Численность населения района на 1 октября 2005 г. составила 213,7 тысячи человек.
На территории района 12 промышленных предприятий, в том числе часовой завод, маргариновый завод, «Термопласт»; Национальная академия наук, 17 НИИ; 10 проектных организаций, 7 конструкторских бюро; киностудия «Беларусьфильм».
Здесь же расположено новое здание Национальной библиотеки и Детская железная дорога.
На территории района разместился белорусский Парк высоких технологий
На территории района установлены памятники М. И. Калинину (1978), бюст трижды Героя Социалистического Труда Я. Б. Зельдовича (1978), обелиск на братской могиле жертв фашизма, находятся братские могилы воинов Советской Армии, партизан и мирных жителей (1963; 1955).

## Партизанский район
Партизанский район образован 8 апреля 1977 года.
Назван в честь героической партизанской борьбы белорусского народа против немецко-фашистских захватчиков в годы Великой Отечественной войны.
Расположен в восточной части города, между ул. Ф. Скорины, Филимонова, Столетова, Козлова, проспектом Независимости, ул. Красноармейской, Пулихова, Партизанским пр., ул. Ванеева, Ваупшасова, Радиальной, Переходной.
Основные магистрали — ул. Козлова, Ваупшасова, Радиальная, проспект Независимости.
Численность населения района на 1 января 2007 г. составила 98,3 тысячи человек.
По территории района проходит Слепянская водная система, входящая в состав Вилейско-Минской водной системы.
В районе расположены 16 промышленных предприятий, строительные организации и 4 НИИ.
Установлены памятники А. М. Горькому (1981), К. Э. Циолковскому (1965), Ф. Э. Дзержинскому (1972), К. Заслонову (1971), бюсты Зои Космодемьянской и Александра Космодемьянского, Марата Казея, памятник-трактор (1971, на территории тракторного завода).

## Заводской район
Заводской район образован в 1961 году. В современных границах с 1977 года. Расположен в юго-восточной части города по обе стороны Партизанского пр.
Основные магистрали — Партизанский пр., улицы Плеханова, Ангарская, Кабушкина, Ташкентская.
Площадь 2980 га, из них 233,5 га зелёных насаждений, около 200 га водной поверхности.
Численность населения — 239 тыс. человек.
На территории района 17 промышленных предприятий, в том числе Минский автомобильный завод, подшипниковый завод, производственные объединения «Минскжелезобетон», «Минскдрев», по выпуску игрушек «Мир», «Белсчёттехника», ТЭЦ-3, молочный комбинат, зеркальная фабрика; 22 строительно-монтажные организации, в том числе объединение «Минскпромстрой»; 7 научно-исследовательских и проектно-конструкторских организаций, зоопарк.
В состав района входят микрорайоны Чижовка, Шабаны, Ангарская.
На территории района установлены памятники В. И. Ленину (1948), участникам Минского коммунистического подполья братьям Гвидону и Борису Евдокимовым (1970), бюсты Н. А. Кедышко (1971), О. В. Кошевого (1973), Е. И. Чайкиной (1950), М. Казея, Л. Герасименко, К. Голикова, Н. Гойшика (1966).

## Ленинский район

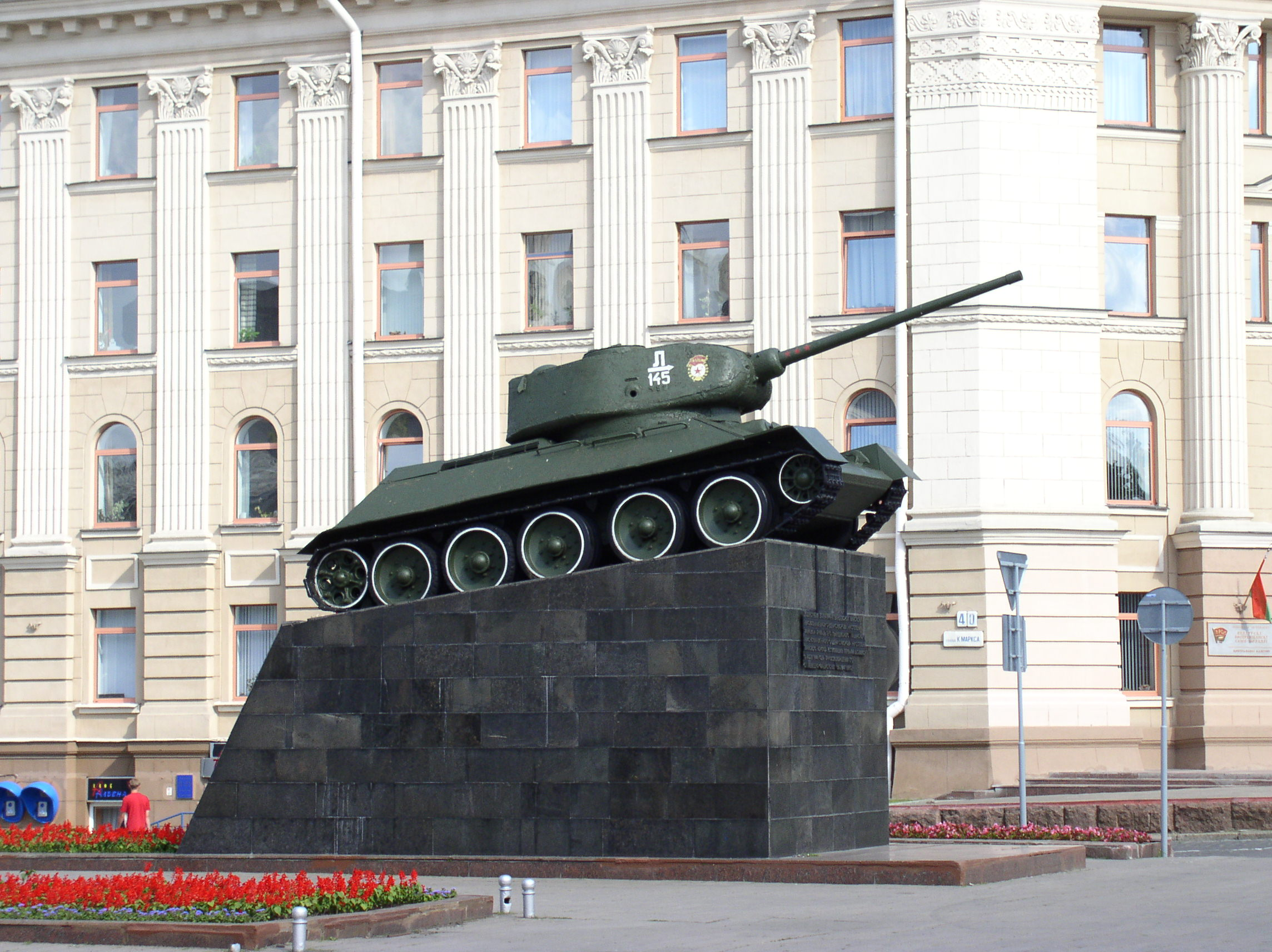
Монумент «Танк-освободитель»

Ленинский район образован в 1951 году, назван в честь В. И. Ленина. В современных границах с 1977 года. Район расположен по обеим сторонам реки Свислочь, от проспекта Независимости на юг к Минской кольцевой автодороге.
Основные магистрали: пр. Независимости, улицы К. Маркса, Маяковского. Площадь 1887 га, в том числе 202,3 га зелёных насаждений, 93 га водной поверхности.
На территории района 14 промышленных предприятий. До революции на территории района находилась рабочая окраина Ляховка.
В здании Минского городского театра проходили Второй съезд армий Западного фронта и Первый Всебелорусский съезд Советов. В здании по ул. Подгорной (ныне ул. К. Маркса) в марте 1917 г. была организована народная милиция Минска во главе с М. В. Фрунзе.
Установлены памятники Ф. Э. Дзержинскому (1954), С. И. Грицевцу (1955), юным подпольщикам братьям Сенько (1973).
В состав района входят микрорайоны Серебрянка, Лошица.

## Октябрьский район
Октябрьский район образован в 1938 году. В современных границах с 1977 года. Расположен в южной части города между железной дорогой Минск — Гомель, ул. Свердлова, Ленинградской, Бобруйской, Московской и железной дорогой Минск — Брест; в его состав входит промышленный район Колядичи, а также территория Национального аэропорта «Минск» и посёлка Сокол, находящихся в 40 километрах от города. Основные магистрали района: ул. Московская, Чкалова, Брилевская, Казинца, Корженевского, Аэродромная, Кижеватова. Площадь 2100 га, в том числе зелёных насаждений 518 га.
На территории района находится Минский железнодорожный вокзал.
На территории района расположены следующие культурные объекты: Академия управления при Президенте Республики Беларусь, Белорусский университет культуры, медицинское училище № 2 и художественное училище, а также 5 ПТУ и 17 школ.
В районе размещено 18 промышленных предприятий, среди них производственное объединение «Интеграл», завод керамической плитки «Керамин», «Стройматериалы», мясной промышленности, заводы — химический, опытно-экспериментальный «Мясомолмонтаж», монументального скульптурного и промышленного литья, «Электроника», авиаремонтный, мясоперерабатывающий, опытное комплексное рыбоперерабатывающее предприятие, 19 научных и проектно-конструкторских организаций.
На территории района установлены: памятник Герою Советского Союза лётчику Т. Ромашкину (1965); мемориальная доска на доме, где жили писатели Змитрок Бядуля и Максим Богданович. Сохранился памятник архитектуры XIX века — городская усадьба «Белая дача».
В состав района входит микрорайон Курасовщина.

## Московский район
Московский район образован в апреле 1977 года. Расположен в юго-западной части города между железнодорожной магистралью Минск — Брест и улицами Городской Вал, Кальварийской, Харьковской, включая площадь Независимости. Основные магистрали: пр. Дзержинского, им. Газеты «Правда», ул. Московская, Железнодорожная, К. Либкнехта, Щорса, Есенина-Чечота, Р. Люксембург. Площадь около 1,8 тыс. га, в том числе 46,7 га зелёных насаждений.

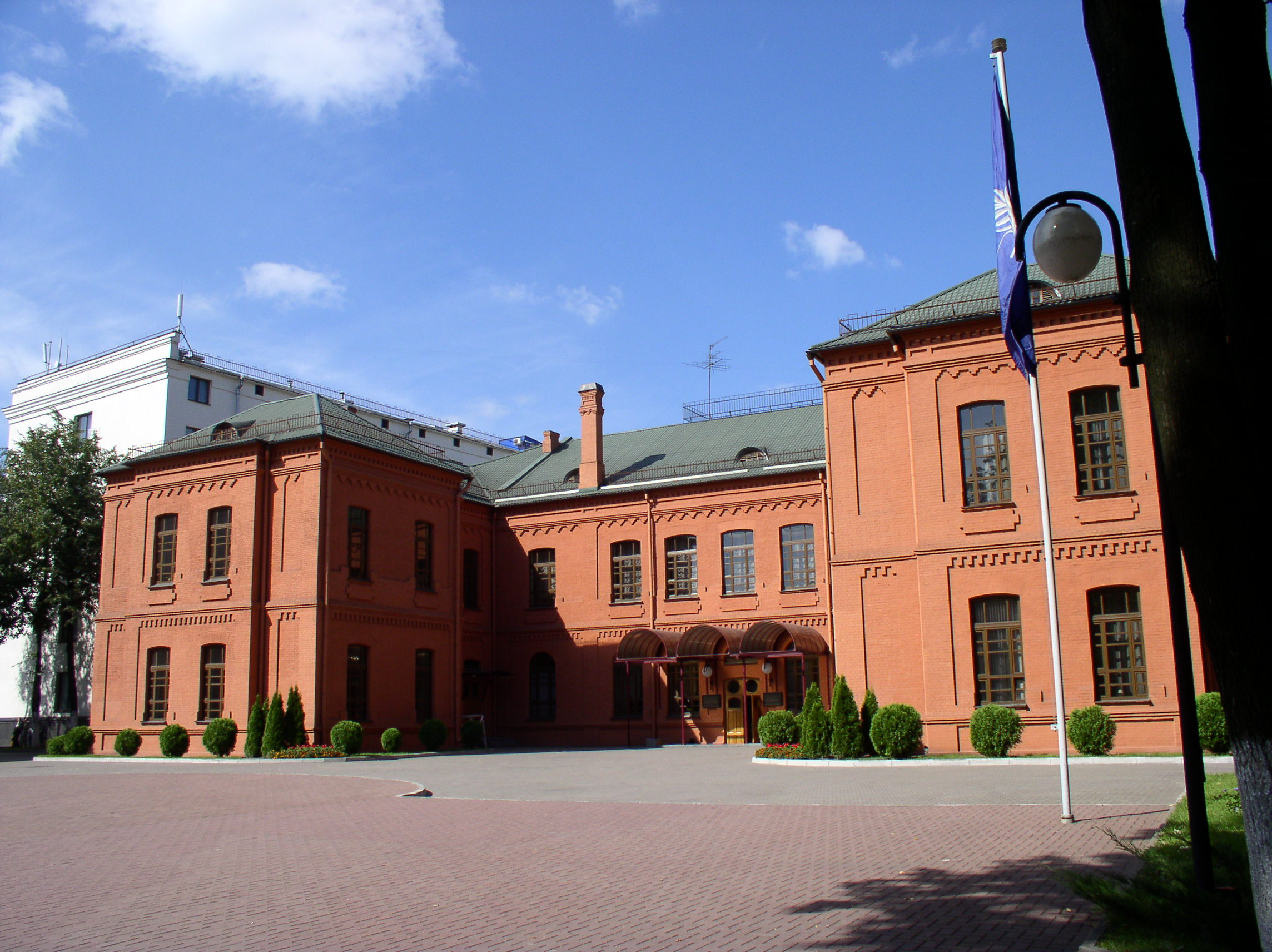
Здание ректората БГУ

На территории района расположено 21 промышленное предприятие, в том числе крупнейшие производственные объединения: обувное «Луч» и «Минмедпрепараты», кожгалантерейная фабрика, комбинат силикатных изделий, Минский вагоноремонтный завод; 31 строительно-монтажная и наладочная организация, в том числе 9 трестов и 2 объединения; 30 научно-исследовательских и проектно-конструкторских институтов и конструкторских бюро, в том числе «Минскпроект», Белгипропищепром, Белгипроторг, «Белместпромпроект».
На территории района установлены памятники студентам и преподавателям БГУ, погибшим во время Великой Отечественной войны (1975), погибшим студентам и преподавателям педагогического института (1975, создан студентами вуза), мозаичное панно «Октябрь» (1974), мемориальный знак на месте гибели В. С. Омельянюка (1980); сохранилось здание Красного костёла; в микрорайоне Юго-Запад-3 — восточнославянские курганы XI века.
На территории района расположены 99 учреждений образования всех типов — от детских садов и школ до гимназий и лицея, в которых обучается и воспитывается около 35 тысяч детей.

## Фрунзенский район

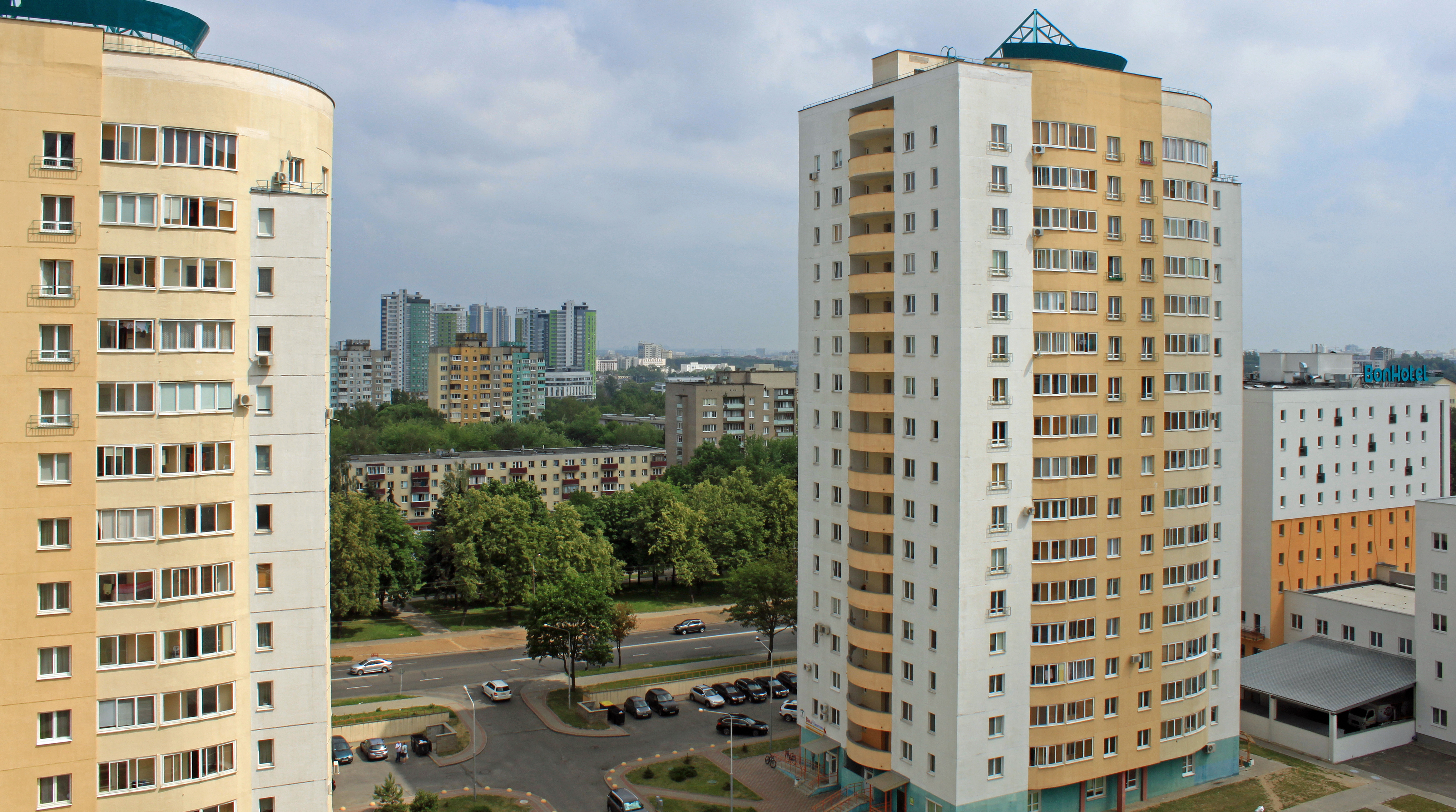
Фрунзенский район

Фрунзенский район образован 17 апреля 1951 года. Назван в честь М. В. Фрунзе. В современных границах с 2000 года. Занимает северо-западную часть города. С северо-востока граница проходит по ул. Тимирязева, от ул. Орловской по линии застройки пр. Победителей до ул. Мельникайте, с юго-востока и юга по ул. Кальварийской до путепровода через железную дорогу Минск — Молодечно, затем по ул. Харьковской, улицам Прилукской, Глаголева, включает пос. Масюковщину.
На территории района находится одно из самых старых в городе кладбищ — Кальварийское с памятником архитектуры XIX века (брама 1840 года).
На территории района 22 промышленных предприятия, 11 строительных организаций, автохозяйства. Работают научно-исследовательские и проектно-конструкторские организаций, предприятия коммунально-бытового обслуживания, в том числе производственные объединения «Беларусь» и «Труд», завод «Рембыттехника».